# Diplocentria
Genre
Synonymes
- Microcentria Schenkel, 1925
- Smodigoides Crosby & Bishop, 1936
- Scotoussa Bishop & Crosby, 1938

Diplocentria est un genre d'araignées aranéomorphes de la famille des Linyphiidae.

## Distribution
Les espèces de ce genre se rencontrent en zone holarctique.

## Liste des espèces
Selon World Spider Catalog (version 16.5, 07/08/2015) :
- Diplocentria bidentata (Emerton, 1882)
- Diplocentria changajensis Wunderlich, 1995
- Diplocentria forsslundi Holm, 1939
- Diplocentria hiberna (Barrows, 1945)
- Diplocentria mediocris (Simon, 1884)
- Diplocentria perplexa (Chamberlin & Ivie, 1939)
- Diplocentria rectangulata (Emerton, 1915)
- Diplocentria retinax (Crosby & Bishop, 1936)

## Publication originale
- Hull, 1911 : Papers on spiders. Transactions of the Natural History Society of Northumberland (N.S.) vol. 3, no 3,  p. 573-590 (texte intégral).